# Silvano Tartaglini

a Compétitions nationales et continentales officielles uniquement.

b Matchs officiels uniquement.
Silvano Tartaglini, né le 6 janvier 1923 à Rome, et mort dans la même ville le  3 octobre 2016 est un joueur italien de rugby à XV qui a joué en équipe d'Italie de 1948 à 1953, évoluant au poste d'arrière.

## Biographie
Silvano Tartaglini obtient sa première sélection contre la Tchécoslovaquie le 23 mai 1948 et joue son dernier test match contre la France le 26 avril 1953. Il réalise l'essentiel de sa carrière au Rugby Rome, club avec lequel il deviendra deux fois champion d'Italie, et à L'Aquila.

## Palmarès
- Vainqueur du Championnat d'Italie en 1948 et 1949

## Statistiques en équipe nationale
- 8 sélections
- Sélections par année : 1 en 1948, 2 en 1949, 1 en 1951, 3 en 1952, 1 en 1953
- Capitaine à 3 reprises